# Cryptostylis lancilabris
Cryptostylis lancilabris är en orkidéart som beskrevs av Rudolf Schlechter. Cryptostylis lancilabris ingår i släktet Cryptostylis, och familjen orkidéer. Inga underarter finns listade i Catalogue of Life.